# Růžencové sonáty
Růžencové sonáty (něm. Rosenkranzsonaten), známé také jako Sonáty tajemství (Mysterien-Sonaten), jsou cyklem patnácti sonát pro housle a basso continuo a jedné passacaglie pro sólové housle. Kolem roku 1678 je složil barokní skladatel českého původu Heinrich Ignaz Biber. Cyklus je v katalogu jeho děl označen čísly C 90 až 105.
Růžencové sonáty, „korunované passacaglií, jsou mistrovským dílem houslového umění nejen ve tvorbě svého autora, ale i v celé houslové produkci své doby“ a pravděpodobně i v celé barokní hudbě.

## Historie
Přesná doba vzniku cyklu není známa, neboť chybí titulní stránka sbírky, ale muzikologové jej řadí přibližně do roku 1678. Sbírka byla věnována arcibiskupovi Maxi Gandolphovi a dochovala se v jediném rukopisu.

## Struktura
Biber použil metody scordatury. Zvláštnost a výjimečnost sbírky spočívá v tom, že je houslím předepsáno jiné ladění strun (skordatura) pro každou ze sonát. Pro první sonátu Zvěstování a Passacaglii určil skladatel klasické ladění v kvintách, ale u dalších sonát jsou to tercie, kvarty a oktávy. Důvodem bylo dosažení různých nálad pomocí barev tónů u každé ze sonát, za současného využití efektů hry na prázdných strunách.

## Sonáty a passacaglia

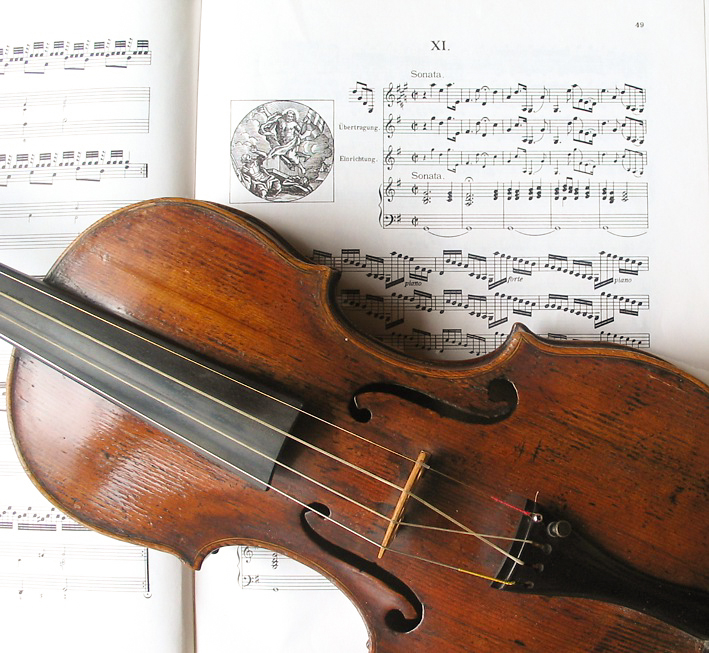
Nastavení strun pro 11. sonátu

Sonáty se dělí tematicky skupin po pěti a jsou označeny podle tajemství růžence:
- Pět radostných tajemství
  - sonáta 1 Zvěstování Panny Marie (Præludium – Variatio. Aria Allegro. Variatio. Adagio – Finale)
  - sonáta 2 Navštívení Panny Marie (Sonata. Presto – Allaman:[da] – Presto)
  - sonáta 3 Narození Ježíše (Sonata. Presto. Adagio - Courente. Double - Adagio)
  - sonáta 4 Obětování Ježíše v Chrámu (Ciacona. Adagio piano. Presto. Adagio)
  - sonáta 5 Nalezení dvanáctiletého Ježíše v Chrámu (Præludium. Presto – Allaman:[da] – Guigue – Saraban:[da]. Double)

- Pět bolestných tajemství
  - sonáta 6 Utrpení v zahradě getsemanské (Lamento. Adagio. Presto. Adagio – [Aria] Adagio – Adagio)
  - sonáta 7 Bičování (Allamanda. Variatio – Sarabanda. Variatio)
  - sonáta 8 Korunování trny (Sonata Adagio. Presto. [Adagio] – Guigue. Double Presto. Double 2)
  - sonáta 9 Křížová cesta (Sonata – Courente. Double. [Double 2] – Finale)
  - sonáta 10 Ukřižování (Præludium – Aria. Variatio [Variatio 2]. Adagio)

- Pět slavných tajemství
  - sonáta 11 Vzkříšení (Sonata – Surrexit Christus hodie – Adagio)
  - sonáta 12 Nanebevstoupení (Intrada – Aria Tubicinium – Allamanda – Courente. Double)
  - sonáta 13 Letnice (Sonata – Gavott – Guigue – Sarabanda)
  - sonáta 14 Nanebevzetí Panny Marie ([Præludium]. Grave. Adagio – Aria. Aria. Guigue)
  - sonáta 15 Korunování Panny Marie (Sonata – Aria – Canzon – Sarabanda)

- Passacaglia g-moll Anděl strážný (Passagalia. Adagio. Allegro. Adagio)

## Diskografie
- Susanne Lautenbacher housle, Johannes Koch viole de gambe et Rudulf Ewerhart clavecin (1962) (LP) FSM 93 007, a été réédité sur CD.
- Eduard Melkus housle, Huguette Dreyfus clavecin, Archiv (1666) a été réédité sur CD
- Franzjosef Maier housle, Konrad Junghänel (théorbe), Franz Lerndorfer orgue et clavecin (1983) Deutsche Harmonia Mundi
- John Holloway housle, Virgin (1989) VCD 7 90838 2
- Reinhard Goebel housle, Musica Antiqua Köln, Archiv (1990), 431-656-2
- Gunar Letzbor housle, Ensemble "Ars Antiqua Austria", (1996) Arcana A 901
- Marianne Rônez housle, Ensemble "Affetti Musicali" (1998) Winter & Winter, 910 029-2
- Walter Reiter housle, Cordaria Ensemble, (2001) Signum Records, SIGCD021
- Odile Edouard housle, Freddy Eichelberger continuo (2001 K617, K617119/2
- Alice Piérot, housle, "Ensemble Les veilleurs de nuit", (2003) Alpha 038
- Veronika Strehlke, housle, Gerhart Darmstadt violoncelle, Egino Klepper orgue, (2003) Cavalli Records, CCD 245
- Andrew Manze, housle, Richard Egarr continuo, (2004) Harmonia Mundi France
- Monica Huggett housle, Ensemble Sonnerie (2004) Gaudeamus GAU 350 et GAU 351
- Pavlo Beznosiuk housle, David Roblou (clavecin, orgue), Paula Chateauneuf (Théorbe) (2004) AVIE Av 0038
- Patrick Bismuth housle, L'Ensemble La Tempesta, (2004) Zig Zag Territoires, ZZT040801
- Rüdiger Lotter housle, Ensemble Lyriarte (2005) Oehms Classics OC514
- Riccardo Minasi housle,Ensemble Bizzarie Armoniche (2007) ARTS
- Lucie Sedláková Hůlová housle, Jaroslav Tůma varhany (2020) ARTA